# Distictis lactiflora
Distictis lactiflora är en katalpaväxtart som först beskrevs av Vahl, och fick sitt nu gällande namn av Dc.. Distictis lactiflora ingår i släktet Distictis och familjen katalpaväxter. Inga underarter finns listade i Catalogue of Life.